# Alessandro Vogliacco
Alessandro Vogliacco est un footballeur italien né le 14 septembre 1998 à Acquaviva delle Fonti. Il joue au poste de défenseur au Parme Calcio, en prêt du Genoa CFC.

## Biographie

### En club
Il rejoint les catégories des jeunes de la Juventus FC lors de la saison 2015-2016.
Le 17 août 2018, il est prêté à Calcio Padoue qui évolue en Serie B. Il joue son premier et unique match le 24 novembre contre Carpi en entrant à la 69e minute à la place de Luca Ravanelli.
Le 21 janvier 2019, il est prêté à Pordenone Calcio qui joue en Serie C. Le 24 juillet 2019, il s'engage définitivement pour une durée de trois saisons avec ce club qui est promu en Serie B .
Le 13 août 2021, il signe en faveur de Genoa CFC, et il est prêté immédiatement au Benevento Calcio.

### En sélection
Le 13 octobre 2020, il joue son premier match avec les espoirs contre la république d'Irlande lors d'un match qualificatif au championnat d'Europe espoirs à Pise. L'Italie gagne 2-0.
Il participe avec les espoirs au championnat d'Europe espoirs en 2021. Lors de cette compétition organisée en Hongrie et en Slovénie, il officie comme remplaçant et ne joue pas la moindre minute. L'Italie s'incline en quart de finale face au Portugal, après prolongation.